# 浅田弘幸
浅田 弘幸（あさだ ひろゆき、1968年〈昭和43年〉2月15日 - ）は、日本の漫画家、イラストレーター。神奈川県横浜市出身。鎌倉市在住。他にあさだ ひろゆき、あさだ 宇宙一、ボビンチョ浅田 などのペンネームも使用していた。照井利幸（ex BLANKEY JET CITY）、大山純（ストレイテナー）など、ミュージシャンとも親交があり、コラボレーション作品も多い。

## 来歴
「幽界へ…」（1986年『月刊少年ジャンプ』漫画大賞準入選作品。『月刊少年ジャンプオリジナル』9月増刊号に掲載）で漫画家デビュー。主な代表作は『眠兎』『蓮華』『I'll』（第26回講談社漫画賞ノミネート）『テガミバチ』。2006年9月より、『月刊少年ジャンプ』にて『テガミバチ』を連載も、同誌の休刊に伴い『ジャンプスクエア』に『テガミバチ』の連載を移し、アニメ化を経て2015年12月号にて最終回を迎え連載を終了した。2010年から2016年の間、集英社が主催する少年向けストーリー漫画の新人賞 手塚賞の審査委員を務めた。朝井リョウ原作テレビアニメ『チア男子』キャラクター原案。『robot』（ワニマガジン社）にて、フルカラー漫画「PEZ」を不定期連載。『季刊S』（飛鳥新社）イラスト連載中。2018年放送テレビアニメ＆スマートフォンゲーム『あかねさす少女』コンセプトアーティスト・キャラクター原案を手掛ける。2019年放送テレビアニメ『どろろ』キャラクター原案を手掛ける。

## 人物
- 小谷憲一の元でアシスタント経験がある[2]。
- 友人である田島昭宇、小畑健と共に「水瓶3」を結成（由来は3人が水瓶座であるから）。その前後より、イラストも多く手掛ける。
- 2007年4月に急逝した柴山薫とは、アシスタント仲間であり、柴山の晩年まで親交があった。

## 作品

### コミックス
- I'll（月刊少年ジャンプ連載、集英社、全14巻）
  - I'll ～アイル～ Crazy KOUZU Fan Club（集英社）
  - Crazy Kouzu BC -I'll SPECIAL EDITION PACKAGE-（集英社）
- BADだねヨシオくん!（月刊少年ジャンプ連載、集英社、ジャンプコミックス版全5巻、ジャンプコミックス復刻版全4巻[注 1]、電子書籍版全3巻、初連載作品で連載時及びジャンプコミックス版のみ「あさだひろゆき」名義）
- 蓮華（集英社、1巻 - 、未完）
- 眠兎（集英社、全2巻）
- ケツオ&オカメ 禁じられた黄昏に…（週刊プレイボーイ連載、未単行本化、ボビンチョ浅田名義）
- PEZ（robot連載、ワニマガジン社、全1巻）
- テガミバチ（月刊少年ジャンプ→週刊少年ジャンプ→ジャンプスクエア連載、全20巻）
  - テガミバチ・ハンドブック（集英社）

### コミック文庫
- 浅田弘幸作品集 1 蓮華（集英社）
- 浅田弘幸作品集 2 眠兎（集英社）
- BADだねヨシオくん!（集英社、全3巻）
- I'll（集英社、全9巻）
- テガミバチ（集英社、全10巻）

### 画集
- 浅田弘幸画集 骨の尖（集英社）
- 浅田弘幸テガミバチイラスト集 Shine（集英社）
- 浅田弘幸イラスト集 Water（集英社）
- 風花雪月 HIROYUKI ASADA TEZUKA ALBUM

### 表紙絵、挿絵イラスト
- バトル・ホームズシリーズ（梶研吾著、集英社、スーパーダッシュ文庫）
- ロッキン・ホース・バレリーナ（大槻ケンヂ著、角川書店、角川文庫）
- グッバイ・チョコレート・ヘブン（荒木スミシ著、幻冬舎）
- チョコレート・ヘブン・ミント（荒木スミシ著、幻冬舎）
- 夏休みは命がけ!（とみなが貴和著、角川書店）
- 西城秀樹のおかげです（森奈津子著、早川書房）
- COMIC IS DEAD（島田一志著、Studio Cello）
- ワルの漫画術（島田一志著、柏艪舎）
- 汚れつちまつた悲しみに……中原中也詩集（中原中也著、集英社）
- Starving Stargazer（中島裕介著、ながらみ書房）
- 銀河鉄道の夜（宮沢賢治著、集英社）
- テガミバチ テガミとテガミバチ（星希代子著、集英社みらい文庫）
- 漫画家、映画を語る（島田一志編、フィルムアート社）
- 角川まんが学習シリーズ 「日本の歴史」 - 2巻：飛鳥朝廷 - (KADOKAWA)[3]
- 集英社版学習まんが 「日本の歴史」第6巻 鎌倉幕府の成立 《鎌倉時代》・第14巻 日清・日露戦争と国際関係 《明治時代II》(集英社)
- 角川まんが学習シリーズ まんが人物伝 伊達政宗 (KADOKAWA)
- 鬼の御伽（板倉俊之著、KADOKAWA）

### CDジャケットイラスト
- 新人（筋肉少女帯、トイズファクトリー）
- テガミバチ 集英社ドラマCD
- はじまりの日 feat.Mummy-D 期間生産限定盤（スガシカオ、BMG JAPAN）
- 約束　期間生産限定盤（スガシカオ、BMG JAPAN）

### エンドカードイラスト
- 懺・さよなら絶望先生　第8話
- RWBY 氷雪帝国　第3話

### 共著
- 田島昭宇vs浅田弘幸（河出書房新社、田島昭宇と共著）
- Comickers(美術出版社 、照井利幸／ex BLANKEY JET CITYと共著）
- Adidas MANGA FEVER（飛鳥新社、田島昭宇、小畑健と共著）
- 漫画家、映画を語る（島田一志編、フィルムアート社）

### 映像化作品
- テレビアニメ
  - テガミバチ　テレビ東京、studioぴえろ
  - テガミバチREVERSE   テレビ東京、studioぴえろ
  - チア男子!!（キャラクターデザイン原案）
  - あかねさす少女（コンセプトアーティスト・キャラクター原案）[4]
  - どろろ（キャラクター原案）
- OVA
  - I'll/CKBC #1「十字路、いつかの景色 Standing Cross Road」アニプレックス 川崎逸朗監督
  - I'll/CKBC #2「少年達が空を見上げた日 Primitive Rude Flowers」アニプレックス 川崎逸朗監督

## 師匠
- 小谷憲一[2]

## アシスタント
- 稜之大介[要出典]